# Лейк-Сіті (Колорадо)
Лейк-Сіті (англ. Lake City) — місто (англ. town) в США, в окрузі Гінсдейл штату Колорадо. Населення — 432 особи (2020).

## Географія
Лейк-Сіті розташований за координатами 38°1′50″ пн. ш. 107°18′37″ зх. д. / 38.03056° пн. ш. 107.31028° зх. д. (38.030504, -107.310176).  За даними Бюро перепису населення США в 2010 році місто мало площу 2,18 км², з яких 2,16 км² — суходіл та 0,03 км² — водойми.

### Клімат
Місто знаходиться у зоні, котра характеризується кліматом полярних пустель. Найтепліший місяць — липень із середньою температурою 13.9 °C (57 °F). Найхолодніший місяць — січень, із середньою температурою -10.3 °С (13.5 °F).
| Клімат Лейк-Сіті        | Клімат Лейк-Сіті | Клімат Лейк-Сіті | Клімат Лейк-Сіті | Клімат Лейк-Сіті | Клімат Лейк-Сіті | Клімат Лейк-Сіті | Клімат Лейк-Сіті | Клімат Лейк-Сіті | Клімат Лейк-Сіті | Клімат Лейк-Сіті | Клімат Лейк-Сіті | Клімат Лейк-Сіті | Клімат Лейк-Сіті |
| Показник                | Січ.             | Лют.             | Бер.             | Квіт.            | Трав.            | Черв.            | Лип.             | Серп.            | Вер.             | Жовт.            | Лист.            | Груд.            | Рік              |
| Абсолютний максимум, °C | 11,7             | 13,3             | 17,8             | 21,1             | 27,8             | 30               | 32,2             | 30,6             | 28,9             | 28,9             | 18,9             | 15,6             | 32,2             |
| Середній максимум, °C   | 1                | 2,6              | 5,3              | 8,8              | 14,6             | 20,6             | 23,6             | 22,2             | 18,9             | 13,6             | 5,8              | 1,2              | 11,5             |
| Середня температура, °C | −10,3            | −8,6             | −4,7             | 0,1              | 5,8              | 10,7             | 13,9             | 12,9             | 9,4              | 4,3              | −3,4             | −9,1             | 1,7              |
| Середній мінімум, °C    | −21,6            | −19,8            | −14,7            | −8,7             | −3               | 0,7              | 4,2              | 3,6              | −0,1             | −4,9             | −12,4            | −19,3            | −8               |
| Абсолютний мінімум, °C  | −41,1            | −43,3            | −35              | −33,3            | −16,7            | −10              | −4,4             | −7,2             | −12,2            | −19,4            | −31,1            | −43,3            | −43,3            |
| Норма опадів, мм        | 35               | 33               | 46               | 38               | 31               | 25               | 54               | 74               | 65               | 56               | 39               | 30               | 526              |
| Днів з опадами          | 5                | 6                | 8                | 7                | 7                | 5                | 11               | 13               | 9                | 6                | 5                | 5                | 87               |
| Днів зі снігом          | 4,3              | 6,3              | 5,9              | 5,6              | 1                | 0                | 0                | 0                | 0,1              | 1,9              | 4,2              | 4,9              | 34,2             |
| ----------------------- | ---------------- | ---------------- | ---------------- | ---------------- | ---------------- | ---------------- | ---------------- | ---------------- | ---------------- | ---------------- | ---------------- | ---------------- | ---------------- |
| Джерело: Weatherbase    |                  |                  |                  |                  |                  |                  |                  |                  |                  |                  |                  |                  |                  |

## Демографія
Згідно з переписом 2010 року, у місті мешкало 408 осіб у 192 домогосподарствах у складі 119 родин. Густота населення становила 187 осіб/км².  Було 447 помешкань (205/км²).
Расовий склад населення:
| - 94,6 % — білих - 1,0 % — корінних американців - 0,2 % — чорних або афроамериканців - 0,2 % — азіатів - 1,5 % — осіб інших рас |

До двох чи більше рас належало 2,5 %. Частка іспаномовних становила 2,7 % від усіх жителів.
За віковим діапазоном населення розподілялося таким чином: 21,1 % — особи молодші 18 років, 61,0 % — особи у віці 18—64 років, 17,9 % — особи у віці 65 років та старші. Медіана віку мешканця становила 46,0 року. На 100 осіб жіночої статі у місті припадало 119,4 чоловіків;  на 100 жінок у віці від 18 років та старших — 109,1 чоловіків також старших 18 років.
Середній дохід на одне домашнє господарство  становив 58 607 доларів США (медіана — 44 821), а середній дохід на одну сім'ю — 75 797 доларів (медіана — 63 750). Медіана доходів становила 27 188 доларів для чоловіків та 31 827 доларів для жінок. За межею бідності перебувало 13,0 % осіб, у тому числі 23,6 % дітей у віці до 18 років та 17,6 % осіб у віці 65 років та старших.
Цивільне працевлаштоване населення становило 205 осіб. Основні галузі зайнятості: будівництво — 19,0 %, мистецтво, розваги та відпочинок — 13,2 %, фінанси, страхування та нерухомість — 12,7 %.